# ショアハム原子力発電所
ショアハム原子力発電所（ショアハムげんしりょくはつでんしょ、英:Shoreham Nuclear Power Plant）は、アメリカ合衆国ニューヨーク州サフォーク郡イーストショアハムにある原子力発電所である。沸騰水型。ロングアイランド電灯会社（LILCO）によって1972年より建設が開始され、84年に完成したが、スリーマイル島原子力発電所事故やチェルノブイリ原子力発電所事故を受けた地域住民の反対運動の中、営業運転を行わないまま1989年に廃炉が決まった。